# SBÄM Records
SBÄM Records ist ein 2018 gegründetes Musiklabel aus Esternberg in Österreich, das vor allem Punk-Bands aus dem europäischen und US-amerikanischen Raum unter Vertrag hat.

## Geschichte
Stefan Beham machte sich in der Punk Szene unter dem Label SBÄM als Grafiker sowie Gestalter von Plattencover, Postern und Tour-Plakaten einen Namen. Nachdem Beham zusammen mit seiner Frau 2017 das SBÄM Fest begründet hatte, kam mit SBÄM Records 2018 auch ein eigenes Label dazu. Durch die Corona Pandemie verstärkte Beham seinen Fokus zusehends auf sein Label, wodurch 2021 bereits Menschen in Deutschland, Großbritannien und den USA für SBÄM arbeiteten.
Nachdem es beim Sbäm-Fest 2023 durch mangelnden Getränkeverkauf zu einem Verlust von 600.000 Euro gekommen ist, wurde als Konsequenz die Insolvenz angemeldet.
Das Label, sowie die Veranstaltungen wie SBÄM Fest und SBÄMOWEEN werden von der neugegründeten Firma Longstocking Productions GmbH (Geschäftsführerin Birgit Beham) weitergeführt.
2024 gehörten mehr als 60 Bands zu SBÄM Records. 

## Künstler
SBÄM Records hat bzw. hatte unter anderem folgende Künstler unter Vertrag:
- After the Fall
- Avenues
- Awkward Reunion
- Bad Cop/Bad Cop
- Blowfuse
- Boss' Daughter
- Bottledkids
- Bracket
- Bridge City Sinners
- Cadet Carter
- Captain Asshole
- Chaser
- Chris Magerls & The Burning Flags
- CF98
- Counterpunch
- Days N Daze
- Dead Fucking Last
- Desperate Acts
- Die Partie
- Diesel Boy
- Fat Chester
- For I Am
- Frenzal Rhomb
- Dan Ganove
- Glue Crew
- Heathcliff
- Hurrican Season
- Jon Snodgrass
- Jughead's Revenge
- Krang
- Love Equals Death
- Love Forty Down
- Mad Caddies
- Mercy Music
- Mike Noegraf
- Mudfight
- No Fun at All
- Nofnog
- Not on Tour
- Public Serpents
- Pulley
- Rantanplan
- Rehasher
- Roughneck Riot
- Russ Rankin
- Russkaja
- Snuff
- Special Bombs
- Spoilers
- Swallow's Rose
- Taken Days
- The Dead Krazukies
- The Detectors
- The Fullers
- The Homeless Gospel Choir
- The Iron Roses
- The Rumperts
- The Venomous Pinks
- The Von Tramps
- Useless ID
- Venerea
- Versus the World
- Victory Kid
- Yokohomo